# Georg Heinrich Häberlin

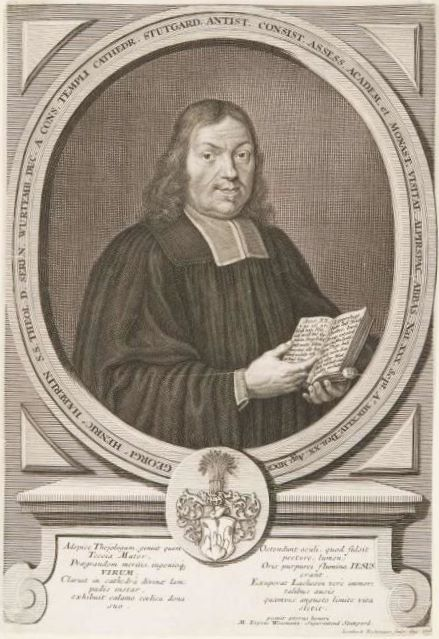
Georg Heinrich Häberlin auf einem Kupferstich von Leonhard Heckenauer (1650–1704)

Georg Heinrich Häberlin (* 30. September 1644 in Stuttgart; † 20. August 1699 ebenda) war ein württembergischer lutherischer Theologieprofessor und moderater Prediger im Kontext der Calwer Kinderhexenprozesse.

## Leben
Georg Heinrich Häberlin war Sohn eines Stuttgarter Kaufmanns und Stadtrats. Er ging auf die Klosterschulen in Maulbronn und Bebenhausen und wurde nach einem 1663 an der Universität Tübingen begonnenen Theologiestudium Magister. 1668 wurde er Diakon in Leonberg, 1669 Diakon in Cannstatt  und 1675 Prediger in Stuttgart, zuerst an der Leonhardskirche, 1677 an der Hospitalkirche, 1678 als zweiter Prediger an der Stiftskirche. Er promovierte zum Doktor der Theologie und folgte 1681 einem Ruf als außerordentlicher Theologieprofessor an die Universität Tübingen, wo er zugleich zweiter Superattendent am Evangelischen Stift wurde und zeitweise Hebräisch lehrte. Sein von Johann Dramburg gemaltes Porträt hängt in der Tübinger Professorengalerie. Mehrere attraktive Berufungen von auswärts schlug er vermutlich aus gesundheitlichen Gründen aus. Stattdessen wurde er 1692 erster Prediger an der Stuttgarter Stiftskirche und Geistlicher Rat im fürstlichen Konsistorium. 1695 wurde er zusätzlich evangelischer Abt in Alpirsbach.

## Calwer Kinderhexenprozesse
Häberlin setzte sich 1683/84 für eine Beendigung der Hexenprozesse im Herzogtum Württemberg ein. Bei den Kinderhexenprozessen in Calw waren einige Kinder angeklagt, einen Teufelspakt abgeschlossen zu haben, und mehrere Erwachsene standen im Verdacht der Hexerei. Häberlin sollte im Auftrag der Stuttgarter Regierung die aufgebrachten Bevölkerung beruhigen und durch Predigten und seelsorgerliche Unterweisung die Angst vor den Hexen nehmen. Seine dort gehaltene Predigt wurde anschließend auf Wunsch des Herzogadministrators publiziert.
Häberlin bestritt die Existenz von Hexen zwar nicht, sprach sich nicht ausdrücklich für die Einstellung von Hexenprozessen aus und stellte auch nicht die Rechtmäßigkeit der beiden Calwer Todesurteile in Frage, aber er ermahnte die Calwer Bevölkerung zu einem sehr kritischen Umgang mit Hexenverfolgungen und Hexenprozessen. Häberlin folgte damit der moderaten Haltung der lutherischen Orthodoxie von Johannes Brenz und dessen Nachfolger Wilhelm Bidembach. Er überführte den Konflikt zwischen Hexe und Bevölkerung wie Brenz und Bidembach in einen Konflikt zwischen Gott, Teufel und Bevölkerung. Laut Häberlin waren Schadenzauber und Hexenflug nur Einbildungen, und es sei für Menschen kaum sicher zu erkennen, was dabei Realität, was Traum und was einfach nur Erfindung sei. Über die wenigen eindeutigen Fälle hinaus wisse letztlich nur Gott allein, wer wirklich eine Hexe sei. Der Teufel als der eigentliche Gegner, den es zu besiegen gelte, nutze die große Unsicherheit im Hexereidelikt, um in Hexenpaniken Unordnung und Unfrieden im Gemeinwesen zu stiften und Unschuldige in falschen Verdacht zu bringen. Die Gemeinde müsse sich durch geistige Rüstung und christliche Sittenzucht gegen den Feind wappnen. Mit unkontrollierten Hexenverfolgungen aber, diene sie dem Teufel mehr, als dass sie ihm schade. Selbst wenn man alle Hexen verbrennen würde, würde man den Satan damit nicht ausrotten.